# Love Kills (Roberto Bellarosa-dal)
A Love Kills (magyarul: A szerelem öl) egy dal, amely Belgiumot képviselte a 2013-as Eurovíziós Dalfesztiválon. A dalt a olasz származású Roberto Bellarosa adta elő angol nyelven.

## Az Eurovíziós Dalfesztivál
A dal a 2012. december 16-án rendezett belga nemzeti döntőben nyerte el az indulás jogát, ahol a nézők és a zsűri szavazatai alakították ki a végeredményt, a dal pedig győzedelmeskedett.
Roberto Bellarosa az Eurovíziós Dalfesztiválon a dalt először a május 14-én megrendezett első elődöntőben adta elő, a fellépési sorrendben tizenötödikként az ciprusi Deszpina Olimpiu An me thimasai című dala után, és a szerb Moje 3 formáció Ljubav je svuda című dala előtt. Az elődöntőben 75 ponttal az 5. helyen végzett, így továbbjutott a döntőbe.
A május 18-án rendezett döntőben a fellépési sorrendben hatodikként adta elő a spanyol ESDM Contigo hasta el final című dala után, és az észt Birgit Õigemeel Et uus saaks alguse című dala előtt. A szavazás során 71 pontot szerzett, Hollandiától begyűjtve a maximális 12 pontot. Ez a 12. helyet jelentette a huszonhat fős mezőnyben.

## Külső hivatkozások
- Dalszöveg
- YouTube videó: A Love Kills című dal előadása a belga nemzeti döntőben